# Azam FC
Azam Football Club is een Tanzaniaanse voetbalclub uit Dar es Salaam. De club promoveerde in het seizoen 2008/09 naar de Premier League en werd in het seizoen 2011/12 tweede in de eindklassering. Daarmee kwalificeerde de ploeg zich voor de CAF Confederation Cup 2013, waarin het twee rondes overleefde en uiteindelijk werd uitgeschakeld door FAR Rabat.

## Bekende (oud-)spelers
- Patrick Mafisango

## Bekende (oud-)trainers
- Hans van der Pluijm